# L'Ordre sensoriel
L’ordre sensoriel : Une enquête sur les fondements de la psychologie théorique est un livre de Friedrich A. von Hayek publié en 1952 qui traite des liens entre l'esprit et le monde physique. L'auteur s'interroge sur la façon dont le monde des objets physiques est traduit dans le monde subjectif des entités mentales.
Friedrich Hayek a construit une théorie de l'esprit en s'inspirant des grands représentants de la psychophysiologie d'avant 1914 (Ernst Mach) et des psychologues de la gestalt. Il anticipe de plusieurs décennies les plus importants développements des sciences cognitives contemporaines : les différentes théories de l'identité esprit-cerveau, le fonctionnalisme, le constructionnisme et le connexionisme.

### Ouvrages
- Friedrich A. von Hayek (trad. de l'anglais par Philippe R. Mach), L'ordre sensoriel : Une enquête sur les fondements de la psychologie théorique [« The Sensory Order »], Paris, CNRS Éditions, coll. « CNRS Communication », 2001, 234 p. (ISBN 2-271-05910-0, présentation en ligne)
- (en) F. A. Hayek, The Sensory Order : An Inquiry into the Foundations of Theoretical Psychology, Chicago, The University of Chicago Press, 1952 (lire en ligne)

### Articles
- Jack Birner, « La place de Sensory Order dans l'œuvre de F. A. Hayek », Cahiers d'économie Politique, no 51,‎ 2006, p. 109-138 (lire en ligne, consulté le 7 octobre 2013)
- (en) Peter J. Boettke et Daniel J. D'Amico, « Making Sense out of The Sensory Order », Advances in Austrian Economics, vol. 13,‎ 2010, p. 357-381 (DOI 10.1108/S1529-2134(2010)0000013017)
- (en) Peter J. Boettke et J. Robert Subrick, « From the Philosophy of Mind to the Philosophy of the Market », Journal of Economic Methodology, vol. 9, no 1,‎ 2002, p. 53-64 (DOI 10.1080/1780110120109)
- Barry Smith, « L'esprit connexionniste : une étude de la psychologie de Hayek », Intellectica, no 28,‎ 1999, p. 93-114 (lire en ligne, consulté le 8 octobre 2013)
- (en) G. R. Steele, « Hayek's Sensory Order », Theory & Psychology, vol. 12, no 3,‎ 2002, p. 387-409 (DOI 10.1177/0959354302012003016)